# Cổ điển (phim)
Cổ Điển (tiếng Hàn: 클래식) là bộ phim điển ảnh tình cảm, lãng mạn Hàn Quốc, mọi thứ đều được làm theo một kiểu cảnh cổ điển và là một bộ phim gây được nhiều tiếng vang ở Hàn Quốc và châu Á 2003.

## Nội dung phim
Một câu chuyện tình yêu, thuần tuý hơn một bài thơ, xót xa hơn một tiểu thuyết... 127 phút của bộ phim kể lại hai câu chuyện tình yêu cách nhau 3 thập kỷ nhưng sự lãng mạn, ngọt ngào, chua xót, tiếc nuối... thì dường như vĩnh cửu giống nhau. Bộ phim làm cho những người đang yêu thêm yêu say đắm...
Ji Hye (Son Ye Jin thủ vai) và Soo Kyung học cùng trường đều thích Sang Min (Jo In Sung)- sinh viên khoa kịch. Soo Kyung tính nóng vội, nhờ Ji Hye viết giùm một lá thư cho Sang Min. Ji Hye đã muợn tên của Soo Kyung để thổ lộ tình cảm của mình với anh. Nhưng khi thấy những lá thư ấy giúp Soo Kyung gần gũi được Sang Min, Ji Hye nảy sinh cảm giác tội lỗi vô cớ và cố xa lánh Sang Min nhưng họ cứ liên tục bị bắt gặp một cách ngẫu nhiên. Tình yêu đã sớm bắt đầu...
Một lần tình cờ, Ji Hye ngẫu nhiên phát hiện được hộp thư bí mật của mẹ, trong có chứa nguyên vẹn ký ức mối tình đầu của bà... Ji Hye dần biết được về tình yêu cổ điển của mẹ... Tình yêu của cô thấm đượm màu tiếc nuối... nhưng cô hiểu và cảm thấy bình yên với quyết định từ bỏ tình cảm của mình dành cho Sang Min, giờ đã là người yêu của bạn...
When the sun shines on the sea, I think of you
When the dim moonlight is on the spring, I think of you
Tạm dịch:
Khi những tia nắng ban mai đầu tiên chiếu sáng, anh nghĩ đến em
Khi ánh trăng ngà trải dài trên con suối, anh nghĩ đến em...
Như một bài thơ về tình yêu trong sáng và hạnh phúc trong nuối tiếc, The Classic đi vào lòng người xem nhẹ nhàng và đơn giản. Tình yêu hiện hình qua những cảnh phim miêu tả đầy chất lãng mạn với một thoáng lãng đãng trong tâm hồn. Để có và để nuối tiếc vì đã từng có với hạnh phúc từng tồn tại...

## Diễn viên
- Son Ye Jin: diễn hai vai Ji-hye và Joo-hee (mẹ Ji-hye)
- Jo Seung-woo: Joon-ha
- Jo In Sung: Sang-min
- Lee Ki-woo: Tae-soo (Bạn của Joon-ha)
- Lee Soo-in: Soo-kyeong (Bạn của Ji-hye)
- Seo Yeong-hee: Na-hee (Bạn của Joo-hee)
- Lim Ye Jin: Shopkeeper

## Giải thưởng và đề cử
| Năm  | Giải thưởng                                | Hạng mục                         | Đề cử                      | Kết quả   |
| ---- | ------------------------------------------ | -------------------------------- | -------------------------- | --------- |
| 2003 | 39th Baeksang Arts Awards                  | Nữ diễn viên mới xuất sắc nhất   | Son Ye Jin                 | Đoạt giải |
| 2003 | 40th Grand Bell Awards                     | Nữ diễn viên mới xuất sắc nhất   | Son Ye Jin                 | Đoạt giải |
| 2003 | 2nd Korean Film Awards                     | Nữ diễn viên mới xuất sắc nhất   | Son Ye Jin                 | Đề cử     |
| 2003 | 2nd Korean Film Awards                     | Âm nhạc hay nhất                 | Jo Yeong-wook              | Đoạt giải |
| 2003 | 24th Blue Dragon Film Awards               | Giải thưởng sao nổi tiếng        | Son Ye Jin                 | Đoạt giải |
| 2004 | 9th Moscow International Love Movie Awards | Cặp đôi đẹp nhất                 | Jo Seung-woo và Son Ye Jin | Đoạt giải |
| 2004 | Hong Kong Film Awards                      | Giải thưởng phim châu Á hay nhất | The Classic                | Đề cử     |

## Nhạc nền trong phim
- 그랬나봐 ("Geuraetna pwa" - World without love) - Trình bày: Kim Hyung Joong
- 고백 ("Gobaek" - Confession)
- 너에게 난 나에게 넌 ("Neoehgeh nan naehgeh neon" - Me to you, you to me) - Trình bày: Jatanpung
- 너무 아픈 사랑은 사랑이아니었음을 ("Neomu apeun sarangeun sarangee anieosseumeul" - It wasn't love if it hurt so much) - Trình bày: Kim Kwang Suk
- 사랑하면 할수록 ("Saranghamyon halsoorok" - If we are in love, then...)

Phần trình diễn của Joo-Hee trên sân khấu là chương 2, bản piano sonata số 8 "Pathetique" của Beethoven.
Pachelbel's Canon in D cũng được sử dụng trong phim.
Và một số bài hát của Mỹ được sử dụng trong phim.